# Salvatore - Shoemaker of Dreams
 (septembre 2020).
Si vous disposez d'ouvrages ou d'articles de référence ou si vous connaissez des sites web de qualité traitant du thème abordé ici, merci de compléter l'article en donnant les références utiles à sa vérifiabilité et en les liant à la section « Notes et références ».
Pour plus de détails, voir Fiche technique et Distribution.
Salvatore - Shoemaker of Dreams est un film documentaire italien réalisé par Luca Guadagnino, sorti en 2020.
Le documentaire est consacré à Salvatore Ferragamo, fondateur de la société Ferragamo spécialisée dans la fabrication de chaussures.

## Fiche technique
- Titre français : Salvatore - Shoemaker of Dreams
- Réalisation : Luca Guadagnino
- Scénario : Dana Thomas
- Montage : Walter Fasano
- Pays d'origine : Italie
- Format : Couleurs - 35 mm - 1,85:1
- Genre : documentaire
- Date de sortie :
  - Italie : 5 septembre 2020 (Mostra de Venise 2020)

## Distribution
- Martin Scorsese : lui-même
- Salvatore Ferragamo : lui-même (images d'archive)

## Distinction

### Sélection
- Mostra de Venise 2020 : sélection hors compétition